# 브링 잇 온 5: 파이팅은 끝까지
《브링 잇 온 5: 파이팅은 끝까지》(영어: Bring It On: Fight to the Finish)는 2009년 공개된 미국의 하이틴 스포츠 영화로, 치어리딩을 소재로 한 브링 잇 온 영화 시리즈의 다섯 번째 작품이다. 크리스티나 밀리안, 레이철 브룩 스미스, 코디 롱고, 버네사 본, 개브리엘 데니스, 홀랜드 로든이 출연하며, 감독은 빌리 우드러프이다.

## 출연진
- 크리스티나 밀리안 - 카탈리나 "리나" 크루스
- 레이철 브룩 스미스 - 에이버리 휘트본
- 코디 롱고 - 에번 휘트본
- 버네사 본 - 글로리아
- 개브리엘 데니스 - 트레이오네타 "트레이"
- 홀랜드 로든 - 스카이
- 니키 수후 - 크리스티나
- 메건 홀더 - 케일라
- 로라 세론 - 이사벨 크루스
- 데이비스 스타직 - 헨리
- 브랜던 곤살레스 - 빅터
- 줄리아나 란치치, 프리마 J - 카메오